# Californie méditerranéenne

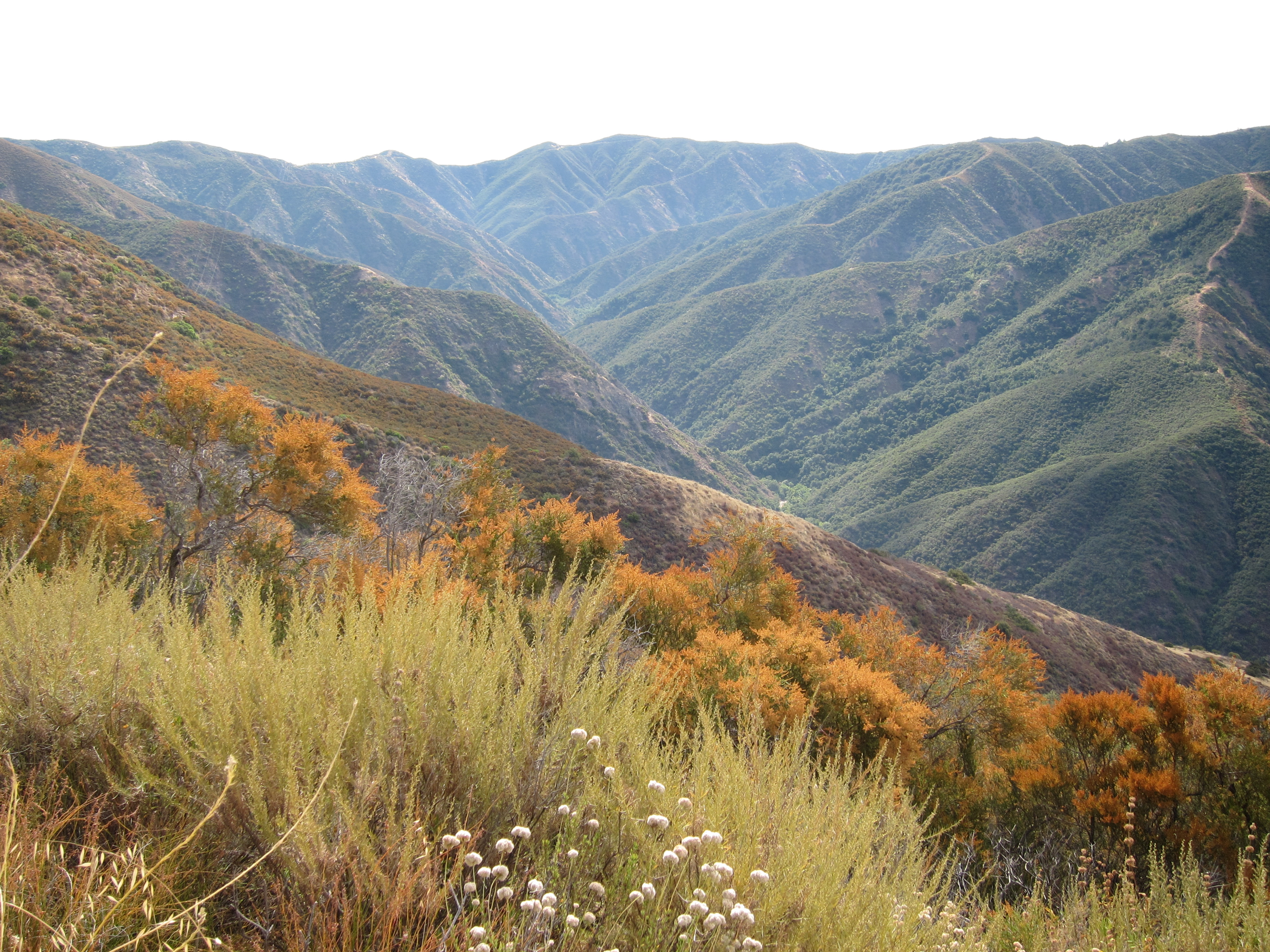
Silverado Canyon et habitat chaparral, dans les chaînes péninsulaires du sud de la Californie.

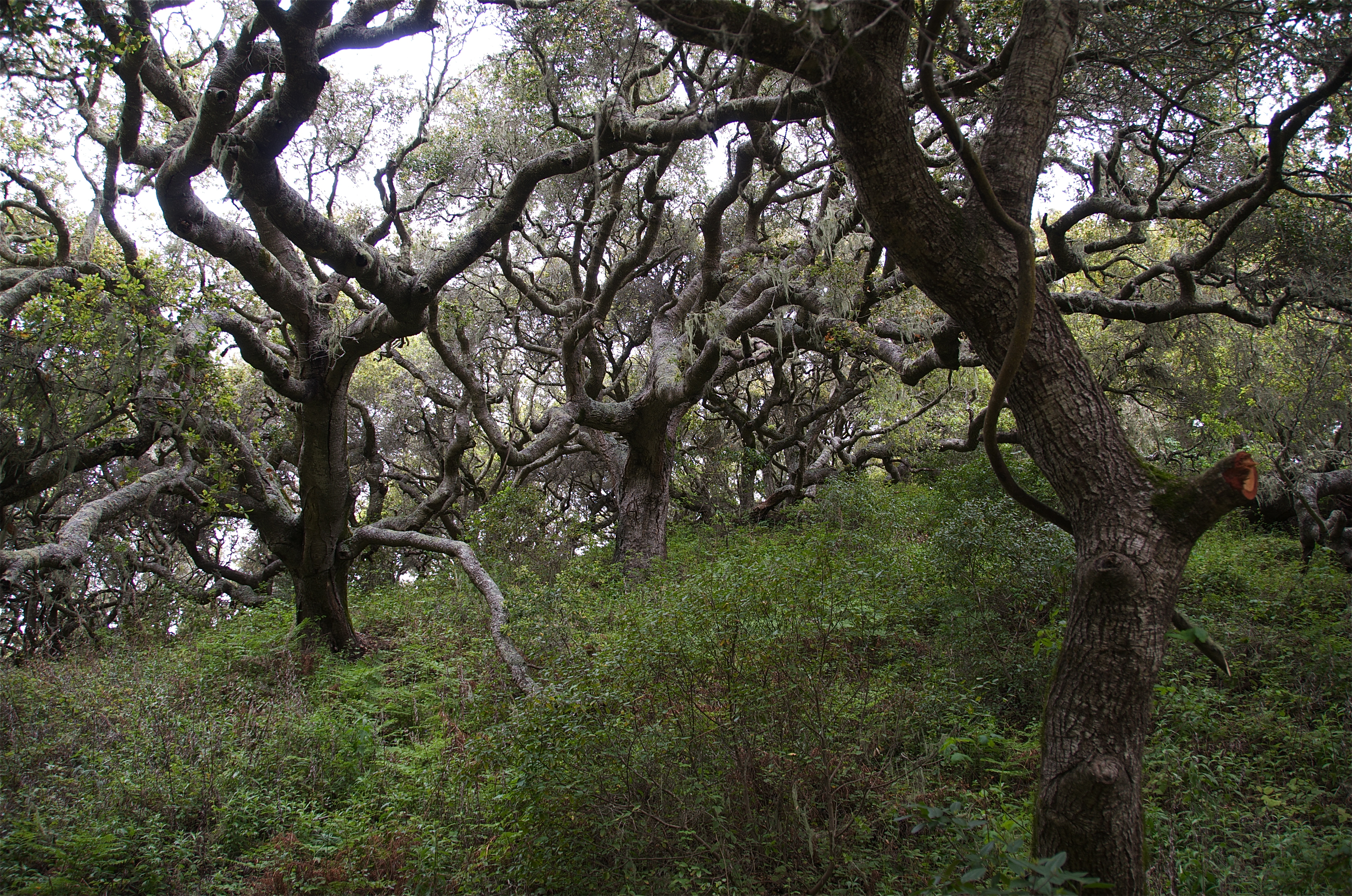
Habitat boisé de chênes de Californie, de l'écorégion des chaparrals et des bois de Californie, dans le comté de San Luis Obispo.

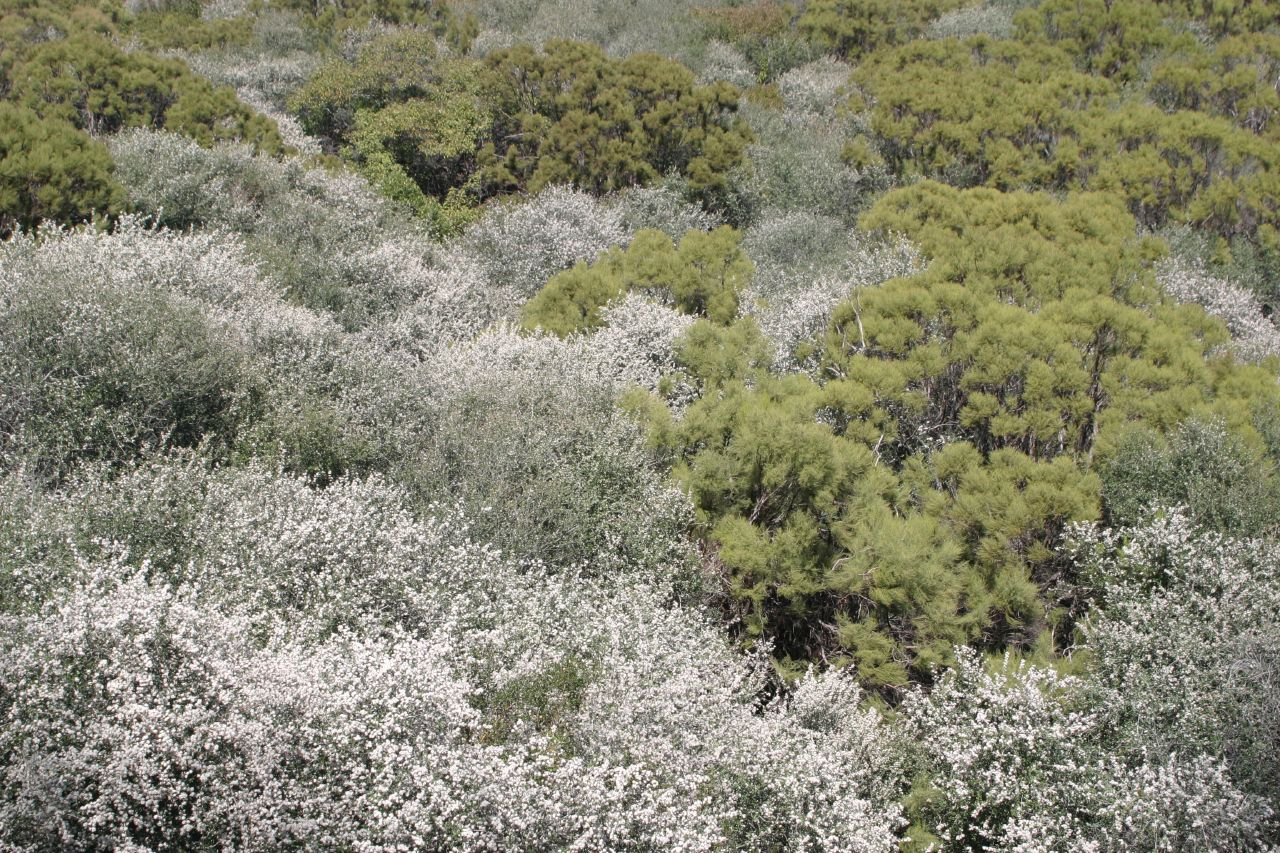
Chevaliers gambettes (Adenostoma sparsifolium) et bigpod ceanothus (Ceanothus megacarpus), dans l'habitat chaparral des montagnes de Santa Monica.

La Californie méditerranéenne est une écorégion de niveau I d'Amérique du Nord désignée par la Commission de coopération environnementale (CCE) dans son Atlas environnemental nord-américain. La région n'est présente qu'en Californie et en Basse-Californie.

## Climat
Très peu d'endroits dans le monde possèdent un climat méditerranéen. C'est l'un des plus rares au monde, avec seulement cinq emplacements: le bassin méditerranéen, le sud-ouest de l'Australie, la province du Cap - Western Cape d'Afrique du Sud, le Matorral chilien et l'écorégion chaparral et boisée de Californie de Californie et la Péninsule Basse-Californienne.
La région se caractérise par des étés chauds et secs et des hivers doux et humides. Ceci est inhabituel car la plupart des climats à travers le monde voient une augmentation des précipitations en été.
Il existe trois variations du climat méditerranéen en Californie :  1) été frais/hiver frais ; 2) été frais/hiver frais avec des brouillards d'été ; et 3) été chaud/hiver frais.
Les températures moyennes pour les variations estivales fraîches sont inférieures à 22 °C en été et entre −3–18 °C en hiver.
Les températures estivales moyennes pour la variation estivale chaude sont supérieures à 22 °C.
Les précipitations annuelles moyennes pour ce climat évoluent entre 640 et 2540mm par an.

## Hydrologie
Définie par la côte du Pacifique à l'ouest, la Sierra Nevada et les déserts de Californie à l'est, et les chaînes côtières de la Californie du Nord au nord, l'écorégion méditerranéenne de la Californie présente des caractéristiques physiques uniques qui jouent un rôle important dans les écosystèmes de la région, y compris l'hydrologie.

### Précipitation
Le régime de précipitations inhabituel du climat méditerranéen est dû aux systèmes de haute pression subtropicaux en été et au courant-jet polaire en hiver.
Les précipitations en été sont rares car la partie côtière est couverte d'air sec descendant. La partie côtière est constituée d'une masse d'air au-dessus d'une grande masse d'eau provoquée par une inversion de température due à l'effet de refroidissement de l'eau sur l'air plus chaud. Cette couche marine est souvent accompagnée de brouillards.
Le courant-jet polaire apporte avec lui de la pluie ou de la neige en hiver. Le courant-jet est un courant d'air extrêmement puissant qui coule d'ouest en est souvent à plus de 150 km/h.
Les précipitations dans la région sont étroitement associées aux tempêtes frontales hivernales de l'océan Pacifique, qui apportent de l'air frais et de la pluie dans la région. Les précipitations annuelles varient selon les altitudes, mais la fourchette moyenne se situe entre 400-800 mm annuellement. Une grande partie de la pluie dans le centre et le nord de la Californie s'écoule via les fleuves côtiers Sacramento et San Joaquin, qui, avec de nombreux affluents, traversent une partie supérieure de l'écorégion.
Le brouillard est également un aspect important du cycle hydrologique dans cette région; le refroidissement de l'air au-dessus de l'eau de mer chaude crée un brouillard dense qui couvre de vastes zones de la côte. Ce brouillard affecte la végétation et l'environnement général de la côte. De manière inverse, le feu influence également cette région. La séquence incendie-inondation qui se produit après un incendie peut affecter considérablement les populations d'espèces de la région. La combinaison des caractéristiques géophysiques, de la faible pluviométrie et des masses d'eau de la région en fait un environnement unique et distinct.

### Géologie
Le climat méditerranéen de Californie est caractérisé par la rencontre de la plaque nord-américaine et de la plaque pacifique, avec une grande partie de sa région proche influencée par la faille de San Andreas.
Lorsque les deux plaques sont entrées en collision, la plaque du Pacifique a été poussée sous la plaque nord-américaine, et les chaînes côtières de Californie et la Sierra Nevada ont été soulevées. Les chaînes côtières sont en grande partie des roches métamorphiques formées à partir de la submersion de la plaque du Pacifique, et la Sierra sont des batholites de granit soulevés.
Le système granitique des chaînes péninsulaires – qui ne se trouve pas à proximité de la faille – s'est également soulevé et s'étend du sud de la Californie, le long de la péninsule de Basse-Californie, jusqu'à l'État de Basse-Californie du Sud, au nord-ouest du Mexique.
Les Transverse Ranges sont un autre système montagneux majeur du sud de la Californie, principalement dans la zone climatique méditerranéenne. Les grands tremblements de terre peuvent causer des dommages considérables aux zones peuplées et aux infrastructures d'approvisionnement en eau, de transport et d'énergie de l'État.
La vallée centrale de Californie est une caractéristique importante du climat méditerranéen de la Californie. C'était une ancienne entrée océanique qui a fini par se remplir de sédiments, les dépôts étant fournis par l'érosion des chaînes de montagnes environnantes. Le sol est composé à la fois de sédiments métamorphiques de la chaîne côtière ressemblant à une croûte océanique et de sédiments granitiques riches en minéraux de la Sierra. La combinaison crée un sol très fertile.
La planéité et la fertilité du sol, ainsi qu'un ensoleillement généreux ont attiré l'agriculture et le maraîchage dans la région. En conséquence, les espèces indigènes ne dominent plus le paysage. La partie sud, appelée la vallée de San Joaquin, produit également les deux tiers du pétrole de la Californie à partir de réserves souterraines. Des fossiles se trouvent là où se trouvent des fosses de goudron adjacentes.

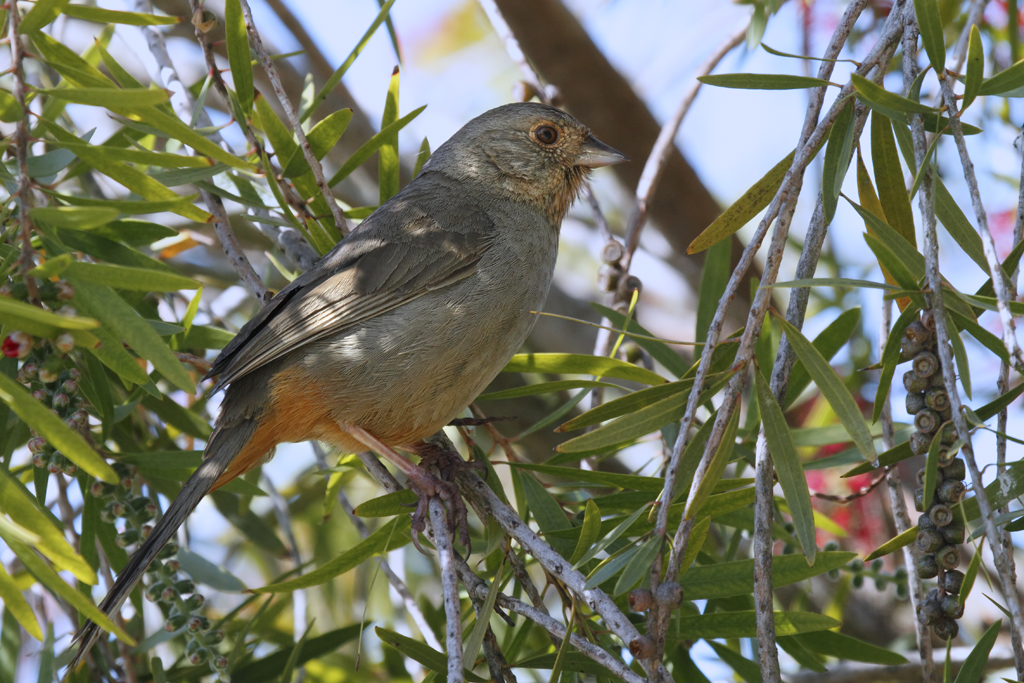
Tohi de Californie (Pipilo crissalis), à San Luis Obispo.

## Biote

### Espèce animale dominante
L'écorégion méditerranéenne de Californie est bien connue pour sa grande variété et son abondante faune. L'un de ces animaux importants est l'aigle royal, qui joue un rôle majeur dans le maintien de l'écosystème de l'écorégion grâce à sa prédation sur des animaux plus petits et plus abondants. L'aigle royal est considéré comme le prédateur suprême de cette communauté, et il n'y a pas d'autres espèces plus grandes qu'eux dans la chaîne alimentaire. Leur durée de vie peut aller jusqu'à environ 30 ans dans la nature et encore plus en captivité. Originaire des zones montagneuses et des prairies, la Californie est une région idéale pour cet oiseau de proie. La principale raison pour laquelle l'aigle royal est une espèce clé de cette écorégion est sa capacité à stabiliser les populations de petits mammifères herbivores.
«Les chiens des Prairies, les écureuils terrestres, les autres rongeurs, les lièvres et les lapins, qui mangent tous de l'herbe et des graines, constituent près de 78% du régime alimentaire des aigles royaux.» Ils sont également connus pour s'attaquer à des animaux tels que des grues, des lapins à queue noire, des cygnes, des cerfs, des coyotes, des blaireaux, des chèvres de montagne, des lynx roux et diverses espèces de poissons.
Une autre espèce moins populaire, mais pourtant clé de voûte de cette région, est le rat kangourou. Des études ont montré que les rats kangourous jouent un rôle très important dans le maintien de la taille des populations et de la diversité animale dans toute la région. Bien qu'ils soient petits et au bord de l'extinction, ces animaux sont importants pour le maintien de la diversité végétale, ce qui aide en retour les divers herbivores à se nourrir, et aussi à protéger les autres petits animaux cherchant un abri. Ces rats kangourous occupent de nombreux habitats terrestres allant de déserts et prairies aux zones de chaparral, ce qui les rend présents dans toute l'écorégion méditerranéenne de la californienne. Ils aiment se nourrir de graminées, ainsi que de haricots mesquite et c'est donc la raison pour laquelle ces plantes ont tendance à ne pas se propager autant lorsqu'elles partagent l'environnement avec ces rats. Parfois cependant, ces animaux aiment se nourrir de végétation verte et d'insectes. Malheureusement pour le rat, il est la proie de nombreux prédateurs. Ses prédateurs comprennent les hiboux, les serpents, les lynx roux, les renards, les blaireaux, les coyotes, les chats et les chiens, et bien d'autres. Les autres espèces dominantes de la région comprennent : les pumas, les coyotes, les loutres de mer, les ours bruns et divers grands oiseaux de proie.

### Communautés végétales dominantes

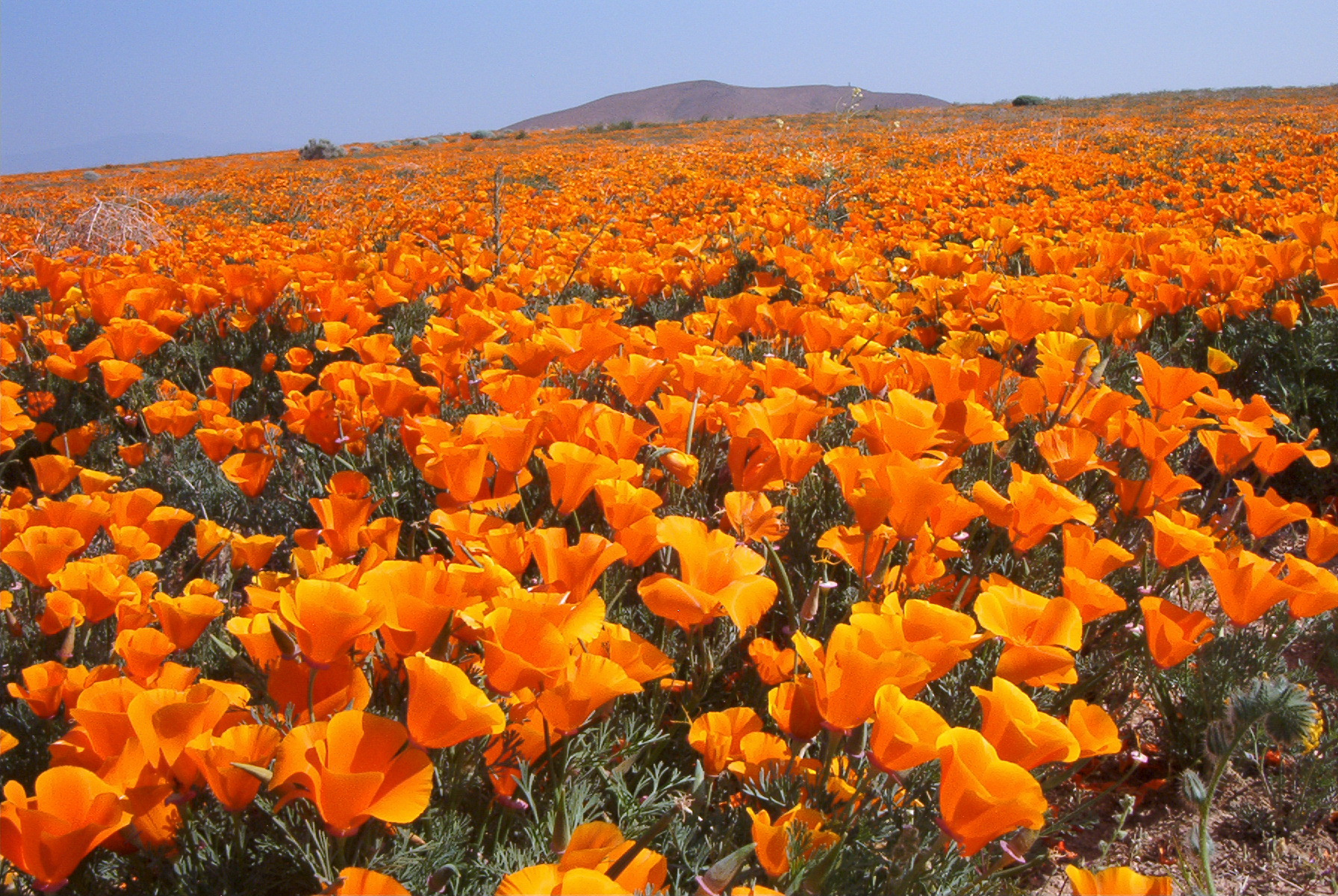
Champ de pavot de Californie (Eschscholzia californica), dans la réserve de pavot de Californie d'Antelope Valley.

La végétation de l'écorégion méditerranéenne de la Californie est un mélange d'herbes et d'arbustes appelés chaparral avec également quelques forêts de chênes. Cette zone est très peuplée et l'agriculture est répandue dans les vallées. Les arbres et arbustes à feuilles persistantes, tels que les bruyères, dominent principalement la végétation méditerranéenne avec un sous-étage arbustif à herbacé. La végétation méditerranéenne représente moins de 5 % des écosystèmes terrestres du monde. Un aspect très important de cet écosystème est ses fréquents incendies de forêt qui conduisent la plupart de sa végétation à adapter les mécanismes de réponse aux incendies (selon Vilà et Sardans, 1999). Les arbustes communs dans cette région sont le «chamise» ou le «bois gras» (Adenostoma fasciculatum ), le manzanita ( Arctostaphylos spp.), l'armoise côtière (Artemisia californica) et les lilas de Californie (Ceanothus spp.).
Grâce au climat sec et à des incendies fréquents, la concurrence est élevée entre les plantes de cette écorégion. On dit que la communauté méditerranéenne trouvée dans le sud de la Californie comprend une étape de succession après les incendies de forêt (plantes pionnières). Le feu laisse des parcelles de sol nu qui sont ensuite rapidement remplies de graines nouvellement germées. Les herbes indigènes et introduites persistent pendant la première année suivant un incendie. Les arbustes et les sous-arbustes se remplissent lentement et atteignent leur apogée quatre à huit ans après l'incendie. Les extinctions, contrairement à de nombreux autres écosystèmes, donnent la plupart du temps lieu à des extrêmes environnementaux, plutôt qu'à l'apparition d'espèces envahissantes. Les perturbations humaines peuvent augmenter les incendies de forêt avec l'introduction d'herbes telles que Bromus rubens qui peuvent être facilement établies dans les parcelles nouvellement brûlées et défrichées. Ces herbes sont plus densément compactées et créent plus de combustible pour les incendies. Le pâturage agricole peut également réduire considérablement le chaparral (habitat de broussailles arbustives enchevêtrées), qui abrite de nombreuses espèces endémiques indigènes,.

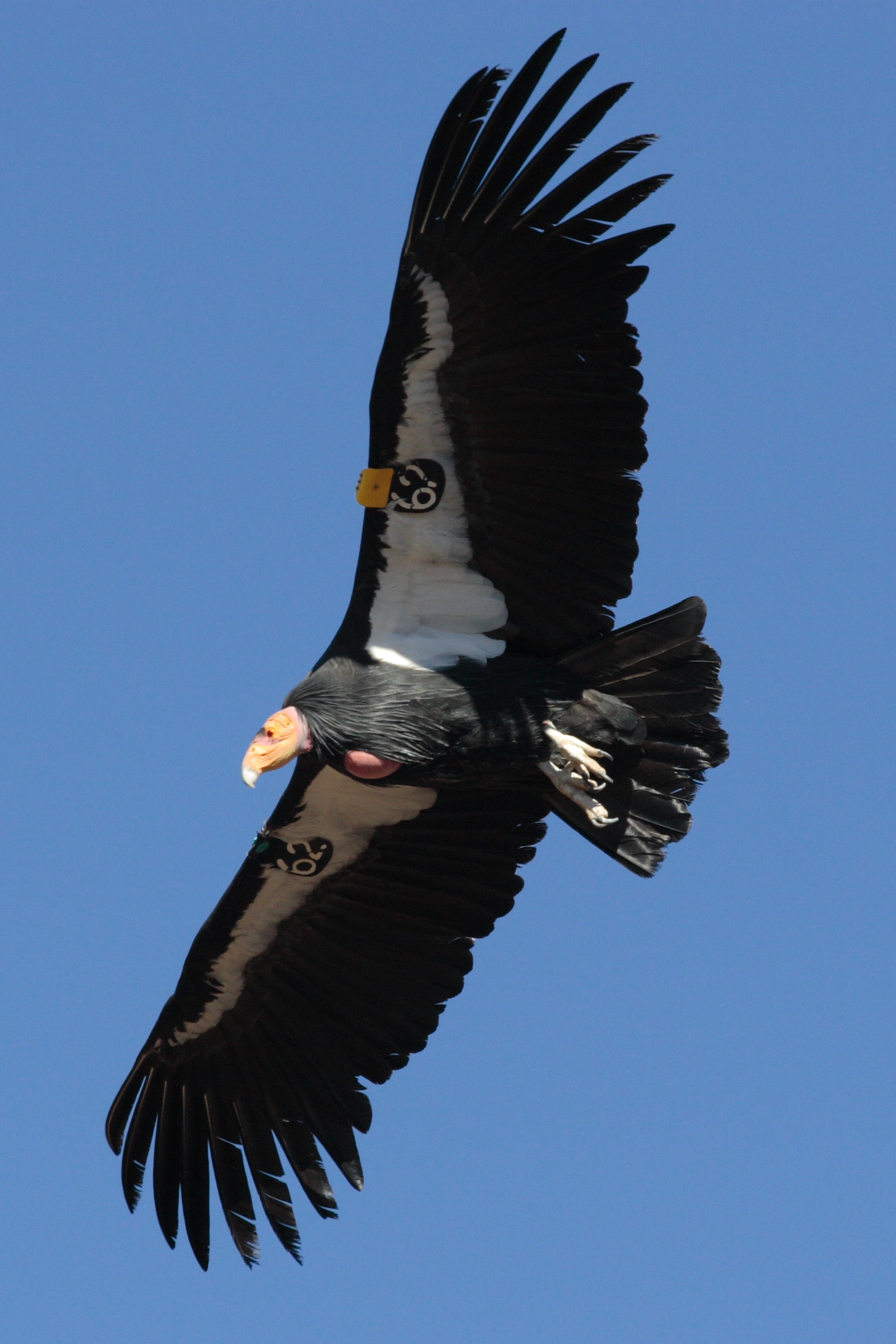
Condor de Californie (Gymnogyps californianus) en vol.

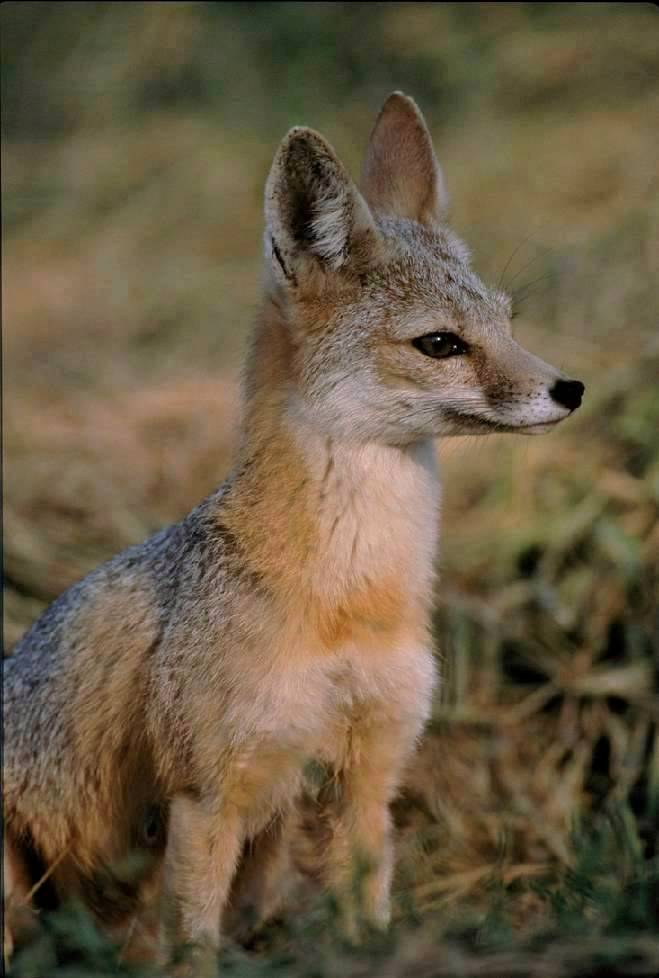
Renard nain de San Joaquin (Vulpes macrotis subsp. mutica), assis.

### Espèces menacées
Il existe de nombreuses espèces d'oiseaux, de mammifères, de reptiles, d'amphibiens et de plantes qui vivent dans l'écorégion chaparrale et boisée de la Californie méditerranéenne. Pourtant, en raison de divers facteurs, notamment la perte d'habitat due aux 30 millions d'humains qui partagent cette zone, certaines espèces sont en voie de disparition.
Les espèces en voie de disparition, menacées et vulnérables de l'écorégion des chaparrals et des forêts méditerranéennes de la Californie comprennent:
- Faune : Papillon à damier de baie ( Euphydryas editha bayensis ), Condor de Californie, Râle battant, Petite sterne, Viréo de Bell, Gobemoucheron de Californie, Papillon bleu de Smith, plusieurs espèces de rat kangourou, Papillon bleu mission ( Aricia icarioides missionensis ), récolte dans les marais salants souris, renard nain de San Joaquin, lézard léopard à nez émoussé, couleuvre jarretière de San Francisco, salamandre à longs doigts de Santa Cruz, gobie des marées, tortue de mer verte, loutre de mer du sud et otarie à fourrure de Guadalupe
- Flore : séquoia côtier (Sequoia sempervirens), séquoia géant (Sequoiadendron giganteum), chêne côtier à sauge (Quercus dumosa), lys de Pitkin Marsh (Lilium pardalinum subsp. pitkinense), cyprès de Santa Cruz (Cupressus abramsiana), noyer noir de Californie du Sud (Juglans Californica).

Le condor de Californie (Gymnogyps californianus) est l'une des espèces les plus emblématiques de l'État. Avec plus de 2,7m d'envergure, il est le plus grand oiseau terrestre volant en Amérique du Nord. Ce sont des charognards opportunistes qui se nourrissent de grands mammifères morts. Les principaux facteurs qui conduisent au statut d'espèce en voie de disparition sont : la colonisation de l'habitat par l'humain, la chasse, l'empoisonnement au plomb et au DDT, la collecte d'œufs et la dégradation générale de l'habitat.
De sérieux efforts de conservation sont déployés depuis les années 1960 et cette espèce gravement menacée a entamé un rétablissement fragile. Un programme de récupération des condors a été lancé et la population sauvage est croissante.
Une autre espèce menacée est le renard nain (Vulpes macrotis subsp. mutica). Le renard nain a la taille d'un chat, avec de grandes oreilles, une longue queue touffue et des orteils poilus qui aident à le garder au frais dans son environnement méditerranéen californien chaud et sec. Les biologistes affirment qu'il existe moins de 7 000 renards nains à l'état sauvage. Ses populations augmentent et diminuent avec la quantité de précipitations annuelles : plus de pluie signifie plus de renards nains. Les changements dans les régimes de précipitations, y compris la réduction des précipitations et l'augmentation des cycles de sécheresse, tous causés par le changement climatique, affectent les populations de renards nains. L'ouverture de la vallée centrale californienne aux fermes, vergers, maisons et routes a le plus affecté cette espèce, causant des décès, des maladies, des blessures, des difficultés à se reproduire et à trouver de la nourriture. Ces renards nains sont également tués et concurrencés par les coyotes et les renards roux. Autre menace : les raticides et souricides employés par les habitats et fermages. Une récente décision du gouvernement fédéral de limiter l'utilisation de ces poisons en extérieur pourrait contribuer sérieusement à la sécurité des renards nains.

## Ressources naturelles
Les humains ont utilisé les ressources de cette écorégion pendant de nombreuses années, remontant aux premiers Amérindiens. Certaines ressources traditionnelles qui sont encore utilisées aujourd'hui risquent d'être surexploitées. Il s'agit notamment des pêcheries de l'océan Pacifique, de l'industrie du bois en déclin, des rivières qui coulent des montagnes et des prairies. Toutes ces ressources sont soit surexploitées, soit détruites par le développement agricole et industriel. Les prairies abritent de nombreux chênes indigènes qui disparaissent en raison du surpâturage ou des incendies. Le surpâturage est attribué au nombre croissant d'élevages de bétail tandis que les incendies de forêt proviennent de la surexploitation systémique des sources naturelles à des fins humaines et agricoles. Au fur et à mesure que l'eau est utilisée, les incendies augmentent en raison de l'assèchement des prairies et des forêts. Le gouvernement a tenté de mettre en place des programmes de conservation pour freiner l'utilisation accrue des terres et des voies navigables, mais il faut faire davantage pour créer un environnement véritablement durable.
Les ressources économiques de la région sont principalement des cultures agricoles de grande valeur. Ceux-ci comprennent les fruits à noyau, les betteraves à sucre, le riz, les noix, les raisins, le coton et l'élevage spécialisé.
Beaucoup de ces activités ne peuvent être menées dans d'autres parties du pays et prospèrent dans ce type de climat. Cependant, en raison des saisons sèches, ces produits nécessitent de grandes quantités d'eau ainsi que divers produits de synthèse et engrais pour augmenter leur rendement financier et réduire leur prix. Beaucoup de ces entreprises agricoles sont énormes et non durables. Ils lessivent les sols de produits «phyto-sanitaires» de synthèse, apportent des quantités massives d'intrants et dégradent une grande partie de la terre. Comme pour les ressources traditionnelles, le gouvernement a mis en place des programmes de conservation, mais seulement dans des zones très limitées.

## Changement climatique
Le changement climatique dans l'écorégion méditerranéenne de la Californie est connu pour avoir des effets négatifs sur l'écosystème et la biodiversité de la région. La côte californienne devrait se réchauffer jusqu'à 2 °C dans les 50 prochaines années (à échéance 2070). Cela va provoquer des saisons plus chaudes et plus sèches ; les hivers normalement humides (là où une majorité des précipitations est reçue) seront plus secs, et les étés seront également particulièrement chauds. L'augmentation des incendies de forêt résultera du réchauffement de la région, principalement en été. Les arbustes et les arbres caractéristiques du chaparral californien ne s'en tireront pas naturellement dans cette région plus chaude (et à incendies accrus); les graminées capables de repousser de manière asexuée ou à partir de chutes s'en tireront bien mieux.
Il est attendu une dégradation de la qualité des sols en raison de l'augmentation incessante des brûlis, de la sécheresse et de l'augmentation des températures.

## Menaces environnementales pour la région
Plusieurs grandes menaces pèsent sur cette région. De grands centres urbains y sont situés, causant un stress sur l'environnement et attirant encore plus de nouveaux habitants en Californie, de sorte que de nouvelles maisons et de nouveaux centres industriels doivent être établis, aggravant encore l'expansion urbaine. Les recherches montrent que cette écorégion est déjà composée de 20 % d'environnements urbains et de 15 % de terres agricoles. La recherche montre également que la densité de population et la zone urbaine ont augmenté de 13 % en seulement dix ans, entre 1990 et 2000, tandis que les terres agricoles de la région n'ont augmenté que de 1 %. L'étude menée a également montré des relations directes entre la croissance de la population et le nombre d'espèces menacées dans la région. L'expansion urbaine brise le paysage en rapprochant les humains de la flore et de la faune indigènes, ce qui exerce une pression excessive sur les espèces qui ont besoin de vastes étendues de terres ouvertes pour prospérer. Les vents dominants venant de l'ouest au large de l'océan Pacifique, toute la pollution aérienne créée par les centres urbains côtiers est transportée vers ces terres intérieures plus élevées et participe aussi largement au périssement des espèces.
La région est également en proie à de larges incendies de forêt. La région devient aride et la diversité des espèces diminue à mesure que les organismes adaptés aux climats plus secs prospèrent. Aucun plan de gestion actuel n'est en place, un refuge d'espèces pour sauver les espèces en difficulté qui habitent cette région a été proposé par certains. Les forêts similaires à celles-ci sont plus résistantes à de tels événements en raison de la disposition spatiale, il serait possible de reproduire cela dans la forêt actuelle et de la rendre résistante aux incendies qui augmenteront dans un avenir proche.

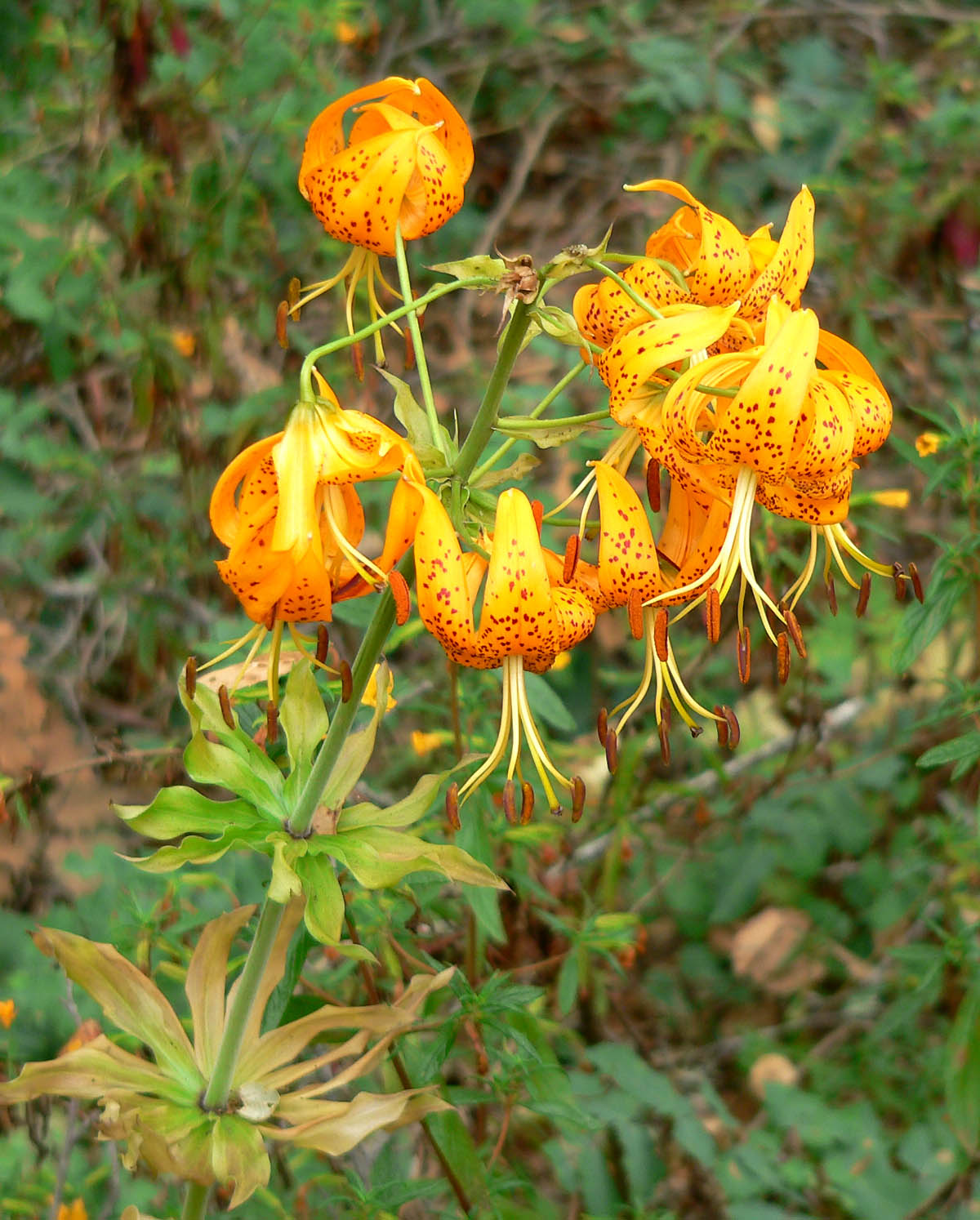
Lis de Humboldt (Lilium humboldtii), endémique du sud de la Californie.

## Articles connexes

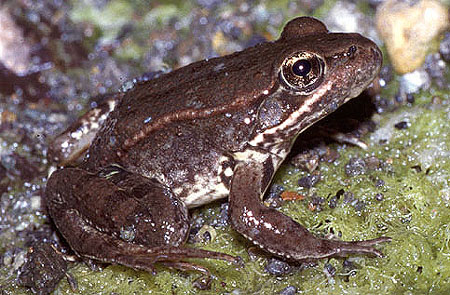
Grenouille à pattes rouges de Californie (Rana draytonii), une espèce vulnérable.